# Hūlāndasht
Hūlāndasht (persiska: هولاندشت, Holūndasht) är en ort i Iran.   Den ligger i provinsen Lorestan, i den västra delen av landet, 400 km sydväst om huvudstaden Teheran. Hūlāndasht ligger 1 475 meter över havet och antalet invånare är 390.
Terrängen runt Hūlāndasht är kuperad.Runt Hūlāndasht är det ganska tätbefolkat, med 72 invånare per kvadratkilometer. Närmaste större samhälle är Khorramābād, 14,7 km väster om Hūlāndasht. Trakten runt Hūlāndasht består i huvudsak av gräsmarker.